# Konradshöhe

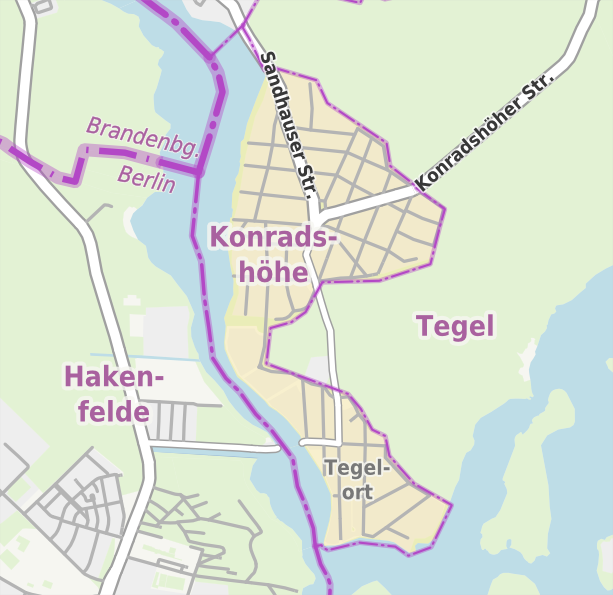
Mappa del quartiere

Konradshöhe è un quartiere (Ortsteil) di Berlino, appartenente al distretto (Bezirk) di Reinickendorf.